# Anaea elara
Anaea elara är en fjärilsart som beskrevs av Gaodman och Osbert Salvin 1897. Anaea elara ingår i släktet Anaea och familjen praktfjärilar. Inga underarter finns listade i Catalogue of Life.